# キルフィット
キルフィット (Kilfitt) はハインツ・キルフィットによりミュンヘンに設立され、マクロレンズとズームレンズに特化したレンズメーカーである。
当初の社名はKAV (Kamerabau-Anstalt-Vaduz) でありその後ハインツ・キルフィット (Heinz Kilfitt)、キルフィット、ズーマー (Zoomar) と度々社名変更した。

## 歴史
- 1941年 - ミュンヘンの小さい工場を買収してレンズ生産を始める。
- 1947年 - リヒテンシュタインに会社設立。
- 1955年 - 世界初のライカ判用マクロレンズキラー (Kilar) 40mmF2.8を発売。
- 1959年 - 世界初のライカ判用ズームレンズズーマー (Zoomer) 36-82mmF2.8をフォクトレンダーブランドでOEM生産。
- 1966年 - ハインツ・キルフィットは自分の引退にあたり会社をDr. Frank Backに売却。
- 1986年 - 軍用光学機器専門となる。
- 1971年 - レンズ生産から撤退。

## カメラ製品一覧

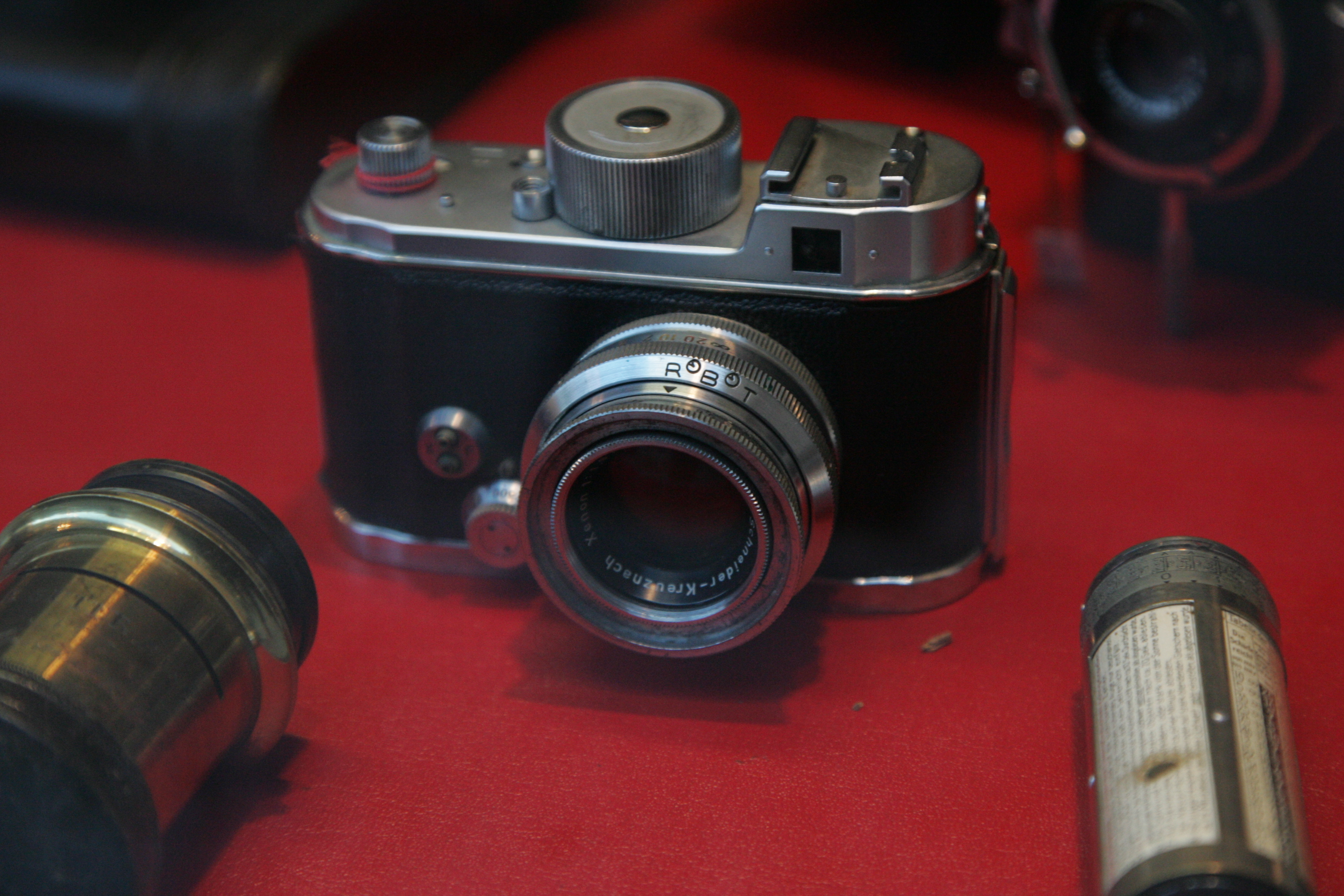
メッツ製造のロボットカメラ

- メカフレックス (メッツ製造) - 1951年のフォトキナで発表され、メッツ (Metz Apparatefabrik) に製造を委託し1954年キルフィットから発売された。専用マウントでキラー (Kilar) 40mmF2.8、キラー40mmF3.5、テレキラー (Tele-Kilar) 105mmF4の交換レンズがある。シャッター最高速は1/300秒。
- メカフレックス (SEROA製造) - モナコのSEROAで1958年から1965年頃まで製造された。メッツ製造分とは「シャッター最高速は1/250秒になっている」「M/Xシンクロ接点セレクターがなくなっている」「レンズマウントが違い互換性がない」等細かい仕様が違う。

## レンズ製品一覧
以下のほかアルパ、フォクトレンダー、コンタレックス、アリフレックス等にもレンズを供給している。